# Aeronautica Nazionale Repubblicana
L'Aeronautica Nazionale Repubblicana (abbreviata in ANR), costituita come Aeronautica Repubblicana il 27 ottobre 1943 ed operante tra la fine del 1943 e il 19 aprile 1945, era l'aeronautica militare della Repubblica Sociale Italiana, attiva principalmente nel contrastare le formazioni di bombardieri statunitensi dirette a colpire l'Italia settentrionale o la Germania meridionale. Oltre ai reparti da caccia, l'ANR, che adottò l'aggettivo "Nazionale" nel giugno 1944, disponeva anche di un gruppo aerosiluranti e di reparti da trasporto.
Nata con alcune tensioni con il comandante dell'aeronautica tedesca in Italia, feldmaresciallo Wolfram von Richthofen che mirava ad inquadrare il personale italiano in una "legione straniera" inserita nella Luftwaffe, l'ANR riuscì ad ottenere una relativa indipendenza (le operazioni rimasero ad esempio di competenza dei tedeschi) ed ebbe sotto il proprio controllo anche l'artiglieria contraerea ed i reparti di paracadutisti.

## Storia

### Antefatto: l'armistizio del settembre 1943
Lo sbarco Alleato in Sicilia del luglio 1943 offrì l'occasione ad alcuni alti esponenti del fascismo, davanti al peso della guerra che stava travolgendo l'Italia, di sfiduciare il duce Benito Mussolini per costringere il re Vittorio Emanuele III a riassumere la guida del paese. L'ordine del giorno Grandi rese esplicito questo intento e il 25 luglio Mussolini venne arrestato, sostituito alla guida del governo dal maresciallo d'Italia Pietro Badoglio, che non fu in grado di sganciarsi immediatamente dalla Germania e porre fine al conflitto, ma assunse una pericolosa politica del doppio gioco, stabilendo i primi contatti per intavolare una trattativa di resa con gli Alleati, e rimanendo nel contempo al fianco dell'alleato germanico.
Un armistizio con gli Alleati venne firmato solamente il 3 settembre. La notizia sarebbe stata divulgata solo alcuni giorni dopo, in contemporanea con un lancio di paracadutisti statunitensi su Roma, per assicurarsi il controllo della capitale italiana in vista dello sbarco alleato ad Anzio, come protezione dalla probabile reazione tedesca. Le forze armate italiane, quindi, per cinque giorni continuarono a combattere un nemico (gli Alleati) che in realtà, sulla carta, non era tale. Il lancio, denominato in codice operazione Giant 2, venne alla fine annullato per i timori statunitensi causati dalle ambiguità del governo italiano e dalle incertezze sulla solidità delle unità italiane poste a difesa della capitale, che in caso di mancato appoggio avrebbero potuto incidere negativamente sull'esito dell'operazione.
Il Comando supremo italiano quindi dovette pensare alla difesa di Roma contando solo sulle unità a propria disposizione. Il piano prevedeva, fra l'altro, il raggruppamento negli aeroporti vicino a Roma della maggior parte dei caccia efficienti (stimati attorno ai duecento esemplari), mentre tutti i velivoli di altro tipo, come bombardieri e ricognitori, si sarebbero trasferiti in Sardegna. Il capo di stato maggiore della difesa Vittorio Ambrosio, verso la mezzanotte sull'8 settembre, avvisò Superaereo, l'alto comando della Regia Aeronautica, che verso le 11:00 della mattina sarebbe dovuta cessare ogni azione contro gli Alleati, mentre si sarebbe dovuto «reagire con la massima decisione a offese che provenissero da qualsiasi altra parte», anticipando in sostanza il proclama Badoglio dell'8 settembre che rese pubblico l'armistizio. Prima del collasso delle strutture di comando, Superaereo riuscì diramare un ordine che imponeva il rischieramento dei reparti così come previsto da Ambrosio.
Il caos seguito all'abbandono della capitale da parte del Re, del governo e delle principali autorità militari, fu tale che singole squadriglie e singoli piloti scelsero da soli il proprio destino: alcuni, la maggior parte, tennero fede al giuramento prestato al Re ed eseguirono gli ordini raggiungendo con i propri aerei gli aeroporti del sud sotto il controllo alleato o comunque liberi dai tedeschi e della Sardegna,  quando possibile, o sabotando gli stessi nel caso fosse impossibile decollare,  per non farli cadere in mano tedesca; altri invece, interpretando diversamente il concetto di onore militare, rifiutarono di rivolgere le armi contro l'ex alleato germanico, al fianco del quale si era in guerra da più di tre anni, alcuni optarono per mettersi al servizio della Luftwaffe, altri lasciarono temporaneamente il servizio, e, in seguito, risposero al bando Botto che li chiamava a servire con l'Aeronautica Repubblicana. La convinzione dei piloti, specialisti ed avieri che seguirono questa strada fu anche che la fuga da Roma del re Vittorio Emanuele III li avesse liberati da ogni giuramento. Altri piloti ancora, una minoranza, preferirono abbandonare la guerra atterrando in paesi neutrali (Svizzera, Turchia e Spagna).

### La nascita

Ernesto Botto, primo sottosegretario all'aeronautica dell'RSI e, di conseguenza, primo comandante dell'ANR

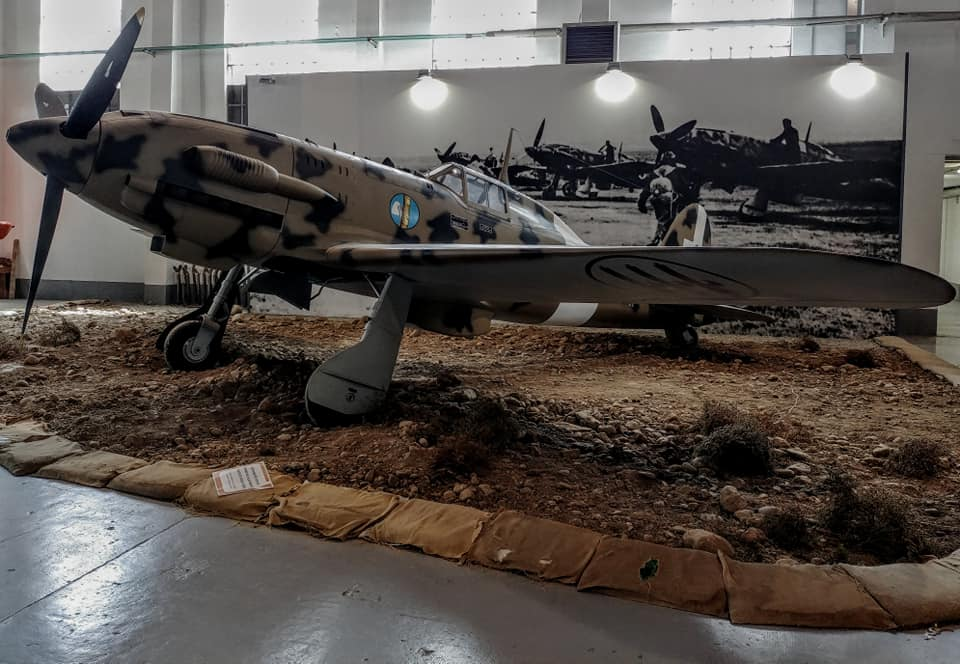
Riproduzione di Macchi MC.202 folgore esposto al Parco e Museo di Volandia e recante il distintivo del 2º Gruppo caccia "Gigi Tre Osei".

I piloti che decisero di continuare a combattere con il Terzo Reich, inizialmente volarono su aerei italiani requisiti dalla Luftwaffe, che aveva incamerato e dipinto con le proprie insegne tutti gli aerei che era stato possibile catturare. Nel mentre, a Roma, il generale di brigata aerea Arrigo Tessari ed i colonnelli Tito Falconi ed Ernesto Botto (comandanti rispettivamente il 53º Stormo, il 3º Stormo e la Scuola Caccia di Gorizia), assieme a vari altri ufficiali come il colonnello Angelo Tondi, pilota personale di Mussolini, stavano meditando sul progetto di una "legione straniera aerea" al fianco della Luftwaffe. Sebbene in alcuni ufficiali fosse maturata una notevole diffidenza verso i tedeschi che avevano già internato migliaia di militari italiani, questa soluzione era vista come l'unica possibilità per contrastare le aviazioni Alleate che stavano bombardando con violenza costante il suolo italiano.
Ad imprimere un'accelerazione alla costituzione di una vera e propria aeronautica fu la liberazione del Duce voluta da Adolf Hitler e compiuta da un reparto speciale della 2ª divisione paracadutisti tedesca. Il dittatore tedesco convinse Mussolini ad instaurare nell'Italia centro-settentrionale un nuovo Stato fedele all'Asse, che il 23 settembre 1943 prese vita sotto il nome di Repubblica Sociale Italiana (RSI). I circa trecento piloti in quel momento sotto le insegne della Luftwaffe cominciarono quindi a immaginare un'aviazione pienamente italiana. In preparazione della nascita di una nuova aeronautica, il 16 settembre il generale Aldo Urbani era già stato nominato commissario per l'aeronautica. Il ministero della difesa (dal gennaio 1944 ministero delle forze armate) venne affidato al maresciallo d'Italia Rodolfo Graziani, cui Tessari, che aveva avuto dei contatti anche col segretario del Partito Fascista Repubblicano, Alessandro Pavolini, si era già messo a disposizione. Il 24 settembre, tuttavia, Graziani designò il tenente colonnello Ernesto Botto quale sottosegretario all'aeronautica, che a fine mese si recò nel suo ufficio a Roma iniziando subito l'opera di riorganizzazione: Giuseppe Baylon fu nominato capo di stato maggiore, vennero spediti uomini presso le principali basi aeree per iniziare l'opera di reclutamento, gli uffici del sottosegretariato vennero trasferiti in una zona fra Milano nel Palazzo dell'Aeronautica (Milano), Bassano del Grappa e Bellagio e, inoltre, venne impostata la futura ANR in tre zone aeree territoriali (ZAT) gravitanti su Milano, Padova e Firenze.
L'intento di Botto di fondare una nuova aviazione italiana, scelto da Graziani per la sua popolarità, si scontrò con il comandante della Luftflotte 2 che presidiava la penisola italiana, il Generalfeldmarschall (feldmaresciallo) Wolfram von Richthofen, che intendeva usare una milizia italiana per difendere il Terzo Reich. Il 2 ottobre Botto si recò a colloquio col generale Richthofen alla Rocca delle Caminate, e il 10 ottobre riuscì a strappare l'assenso alla restituzione alle forze armate italiane della maggior parte del materiale di volo requisito agli italiani dopo l'8 settembre, in cambio della cessione di alcuni servizi tecnici e branche ausiliarie.
Il 12 ottobre Botto parlò ai microfoni dell'EIAR chiamando a raccolta tutti gli aviatori, facendo perno sul mantenere l'onore non tradendo la Wehrmacht e la difesa dei civili dalle incursioni aeree Alleate, dichiarando anche che il proclama Badoglio «ha annientato anche l'aviazione, mentre i bombardamenti nemici sulle nostre città continuano.». Due giorni dopo, il 14 ottobre, il sottosegretario licenziò un bando che richiamava in servizio tutto il personale dell'aeronautica, che aveva tempo dal 18 al 28 ottobre per presentarsi ai centri delle varie ZAT. I contrasti con i tedeschi comunque non si calmarono: il 12 ottobre, lo stesso giorno del discorso di Botto all'EIAR, Richtofen firmò un bando per il reclutamento di personale italiano da inquadrare nella ventilata "Legione straniera italiana" e, poco dopo, nominò l'Oberstleutnant (tenente colonnello) Erich Bloedorn "plenipotenziario germanico presso l'aviazione italiana". Nonostante tutto il 22 novembre Botto s'insediò a Villa Melzi d'Eril di Bellagio, non troppo distante da Como, mentre l'Ufficio stralcio costituito per la liquidazione delle pendenze sorte prima dell'armistizio fu collocato a Belluno.
Il giorno successivo il sottosegretario chiese ai tedeschi l'autorizzazione a formare i primi reparti aerei, ma Richtofen, per quanto in quello stesso 23 novembre comunicasse ai suoi sottoposti la nascita della nuova aeronautica repubblicana, dichiarò per risposta di voler usare gli ufficiali italiani come paracadutisti o semplici fanti. Botto chiese spiegazioni e il 24 ottobre riuscì ad avere un colloquio con Hermann Göring, capo della Luftwaffe, a Berlino e, ricevuto il benestare di Mussolini e Graziani, portò a casa un accordo che poneva fine all'arruolamento e all'addestramento di militari italiani nell'aeronautica tedesca, sanciva la restituzione all'ANR (ufficialmente non ancora nata) di gran parte degli aeroplani e dei materiali requisiti dopo l'8 settembre e delineava i tre maggiori ambiti operativi della nuova aviazione italiana: il siluramento, la caccia e il trasporto. Le operazioni, però, erano alle dipendenze del comando germanico.
Il 27 ottobre un decreto legge del governo di Salò dichiarò che le forze armate regie erano da considerarsi decadute in data 8 settembre, retrodatando l'istituzione dell'Aeronautica Repubblicana (l'aggettivo "Nazionale" venne aggiunto solo nel giugno 1944), così come dell'esercito e della marina, al 9 settembre 1943.

### L'inizio dell'attività operativa e la sostituzione di Botto
Presto iniziò così la formazione dei reparti: il primo fu il 1º Gruppo caccia "Asso di bastoni" affidato al maggiore Luigi Borgogno, che iniziò a riprendere confidenza sui Macchi M.C.205 "Veltro" imparando a volare secondo un nuovo schema capo-gregario mutuato dalla Luftwaffe; fino ad allora infatti i piloti italiani avevano preferito l'iniziativa individuale nei duelli aerei. L'unità iniziò il pattugliamento dei cieli alla fine del 1943 spostandosi dall'aeroporto di Torino-Mirafiori a Lagnasco e quindi a Campoformido, dove arrivò il 24 gennaio 1944. I piloti del gruppo, in cronica inferiorità numerica (così come l'intera ANR) contrastarono i bombardieri ed i caccia di scorta statunitensi diretti a colpire il territorio dell'RSI o della Germania meridionale; in particolare, fu proprio un pilota del 1º Gruppo caccia, il sergente maggiore Francesco Cuscunà, a mettere a segno la prima vittoria dell'ANR, ottenuta il 3 gennaio 1944 ai danni di un Lockheed P-38 Lightning.
Il gruppo si dimostrò molto combattivo in proporzione all'esiguità delle forze messe in campo, e grazie all'ottimo debutto contro la caccia Alleata il sottosegretario Botto ottenne dai tedeschi il permesso di rimuovere le insegne della Luftwaffe dagli aerei dell'ANR e di sostituirle con il tricolore italiano in fusoliera e con coppie invertite di fasci littori sulle ali. Non mancarono tuttavia lutti e perdite di aerei, come avvenne il 23 febbraio quando dei caccia Messerschmitt Bf 109 tedeschi, facendo un errore di identificazione, ferirono e costrinsero in ospedale proprio il comandante Borgogno, il cui posto venne preso da Adriano Visconti.
Contemporaneamente all'avvio delle operazioni dei caccia, il capitano Carlo Faggioni ricevette l'ordine di formare un reparto di aerosiluranti basato all'aeroporto di Venegono (restituito dai tedeschi l'8 novembre), che prese vita con otto Savoia-Marchetti S.M.79 radunati nel Gruppo Aerosiluranti "Buscaglia", intitolato all'omonimo pilota italiano abbattuto un anno prima e creduto morto, ma in realtà preso prigioniero dagli Alleati. Contemporaneamente nacque il 1º Gruppo trasporti "Felice Terracciano", il 101º Gruppo autonomo caccia (composto da vecchi Macchi M.C.200 e Fiat C.R.42 e sciolto quasi subito) e la Squadriglia complementare d'allarme, montata su Fiat G.55 e M.C.205 basati a Venaria Reale dietro l'iniziativa del capitano Giovanni Bonet.
Il 9 marzo l'aeronautica di Salò venne scossa dalla sostituzione, voluta dal governo, del sottosegretario Botto, sostenitore dell'alleanza con la Luftwaffe ma su base paritaria e, per questo ed altri motivi, da tempo in contrasto con i gerarchi fascisti, in primis con Roberto Farinacci, che miravano a fare dell'ANR una forza armata sempre più fascistizzata e politicizzata. Nonostante le proteste dei piloti del 1º Gruppo caccia, gli successe il generale di brigata aerea Arrigo Tessari.
In quei mesi i rapporti fra i vertici militari repubblicani e tedeschi erano peggiorati notevolmente, anche a causa dei sempre minori risultati raggiunti dai reparti dell'Aeronautica Repubblicana, i cui mezzi e piloti subivano un eccessivo logorio. Il 25 agosto von Richtofen, che doveva ridurre ulteriormente la presenza aerea tedesca in Italia, pensò di risolvere la questione sciogliendo i reparti repubblicani sostituendoli con una sorta di "legione aerea italiana" , strutturata secondo il modello del Fliegerkorps tedesco, il cui comandante sarebbe stato il già citato generale di brigata aerea Arrigo Tessari (che avrebbe così lasciato la carica di sottosegretario che ricopriva dopo le dimissioni di Botto), affiancato da uno stato maggiore germanico che avrebbe permesso alla Luftwaffe del General der Flieger (generale di squadra aerea) Maximilian von Pohl di mantenere il suo controllo sulle attività di guerra aerea in Italia. La ferma opposizione degli avieri italiani e del comando italiano impedì il concretizzarsi del piano, lasciando però l'RSI di fatto senza aviazione fino a settembre, quando si riuscì a rimettere in moto il processo.

## Reparti dipendenti

### Le unità da caccia

Francesco Cuscunà fu l'autore della prima vittoria aerea dell'ANR

Emblema distintivo applicato sulle derive e le fusoliere degli aerei della Repubblica Sociale Italiana dall'ottobre 1943 al maggio 1945.

A fine dicembre 1943 cominciarono le operazioni belliche, che culminarono il 3 gennaio 1944 con l'attacco effettuato dalla 1ª Squadriglia "Asso di Bastoni" contro una formazione di cacciabombardieri statunitensi Lockheed P-38 Lightning, riuscendo ad abbatterne tre di cui uno ad opera di Adriano Visconti, comandante del 1º Gruppo caccia "Asso di bastoni". Nel giugno dello stesso anno iniziò il passaggio ai velivoli tedeschi Messerschmitt Bf 109G-6, che avrebbero dovuto armare anche il nuovo 3º Gruppo caccia "Francesco Baracca", che nei fatti non diventò mai operativo. Questa espansione della caccia fu dovuta sia al crescente disimpegno della Luftwaffe dal settore meridionale, sia ai buoni risultati conseguiti inizialmente. Ma questi terminarono ben presto ed il tasso di perdite cominciò a farsi in breve tempo superiore al numero di abbattimenti ottenuto. Anche gli altri reparti, in sostanza, subirono la stessa sorte nello stesso momento.
Da ottobre fino al febbraio del 1945, quando il 1º Gruppo caccia "Asso di bastoni" tornò dall'addestramento in Germania, il 2º Gruppo caccia "Gigi Tre Osei" fu l'unico reparto di caccia dell'ANR e riuscì momentaneamente a contrastare validamente l'azione degli Alleati. L'arrivo della nuova unità migliorò di poco la situazione complessiva, che vedeva la caccia repubblicana subire perdite sempre maggiori.
Le ultime missioni di volo vennero svolte il 19 aprile, quando i due gruppi intercettarono un aereo in missione di rifornimento per i partigiani (1º Gruppo caccia "Asso di bastoni") e dei bombardieri (2º Gruppo caccia "Gigi Tre Osei"), in ambo i casi USAAF: il B-24 in missione di rifornimento venne abbattuto, a prezzo di un caccia; quanto allo scontro con i bombardieri, questo fu disastroso e gli aerei repubblicani, colti di sorpresa ed intercettati della scorta prima di giungere a portata di tiro dei bombardieri, subirono cinque perdite senza ottenere alcun abbattimento. Nei giorni successivi, impossibilitati a compiere decolli per mancanza di carburante e sottoposti a continui attacchi da parte dei partigiani, i reparti distrussero il materiale di volo e si arresero. Fu nella fase immediatamente successiva che il maggiore Adriano Visconti, comandante del 1º Gruppo caccia "Asso di bastoni", portato prigioniero nella caserma del "Savoia Cavalleria" a Milano venne ucciso dai partigiani, nel cortile della stessa insieme al suo aiutante sottotenente Stefanini il 29 aprile.
Nel periodo tra il 3 gennaio 1944 e il 19 aprile 1945 il 1º gruppo registrò 113 vittorie sicure e 45 probabili nel corso di 46 combattimenti. Il 2º gruppo, entrato in linea nell'aprile 1944, all'aprile 1945 registrò nel corso di 48 combattimenti ben 114 vittorie sicure e 48 probabili.

### Gli aerosiluranti

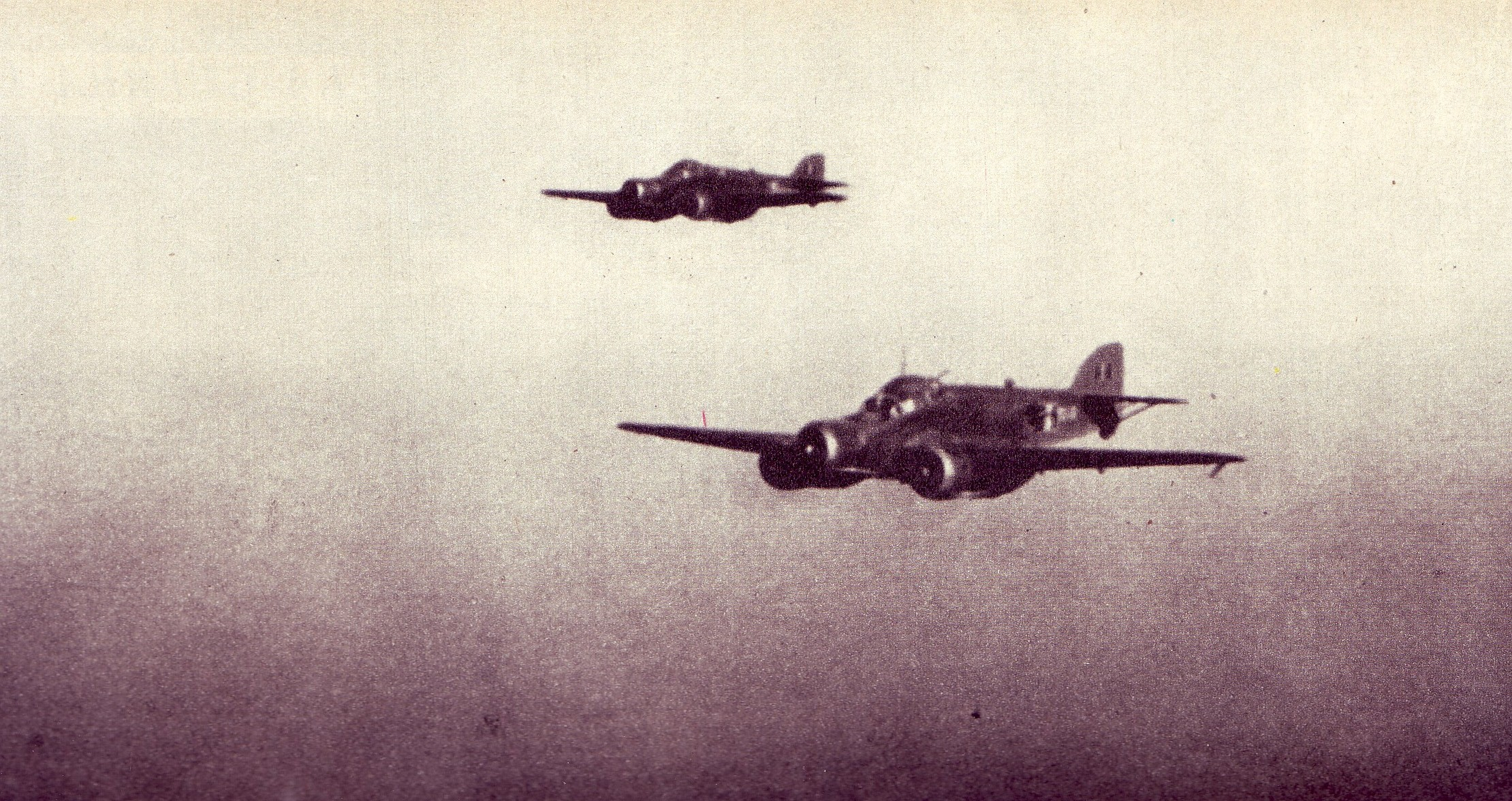
Aerosiluranti Savoia-Marchetti S.M.79 dell'ANR su Anzio intervenuti a contrastare lo sbarco alleato.

Il Gruppo Aerosiluranti "Buscaglia-Faggioni", comandato da Carlo Faggioni subì forti perdite mentre attaccava la flotta Alleata che supportava la testa di ponte di Anzio. Nonostante le numerose navi colpite (secondo i bollettini ufficiali), la vita operativa del gruppo fu piuttosto avara di riconoscimenti: l'unico siluro messo a segno dopo tanto impegno, fu quello che danneggiò un piroscafo britannico, colpito a nord di Bengasi, nel periodo in cui il reparto operava da basi ubicate in Grecia, e un piroscafo al largo di Rimini il 5 gennaio 1945. Da segnalare dopo la morte di Faggioni che il gruppo attuò un raid sulla piazzaforte di Gibilterra (guidato dal nuovo comandante Marino Marini).

### I trasporti
Quanto ai trasporti vi erano due gruppi; il primo, forse più noto, intitolato alla MOVM "Felice Terracciano" e denominato ufficialmente Transport Gruppe 10 (italien), e successivamente un secondo denominato "Gruppo Mario Trabucchi" o "Transport Gruppe 110 (ital.)". Entrambi furono intensamente (il secondo ebbe una minore attività operativa) utilizzati dalla Luftwaffe sul fronte orientale e poi sciolti a fine estate del 1944. I componenti dei due gruppi dopo il rientro in Italia entrarono a far parte dei battaglioni anti-paracadutisti "Azzurri" a difesa delle basi aeree del nord Italia.

### I paracadutisti

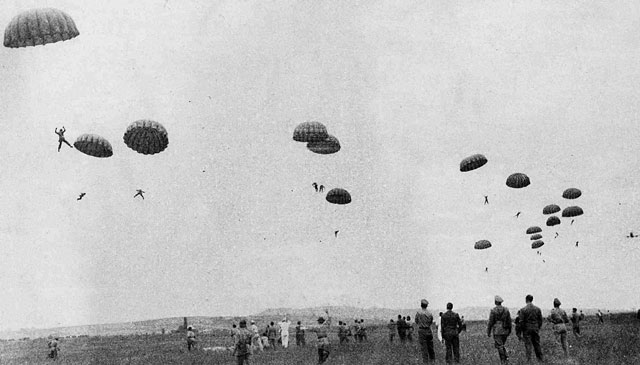
Lancio di addestramento di paracadutisti dell'ANR

A somiglianza di quanto avveniva nelle forze armate tedesche, fu l'Aeronautica Nazionale Repubblicana ad assumere la responsabilità della formazione delle unità paracadutiste. Venne quindi costituita una nuova Scuola Paracadutisti a Tradate (1º dicembre 1943), inserita nel Raggruppamento Arditi Paracadutisti Aeronautica Repubblicana (APAR) e così strutturata:
- Comando e Compagnia comando
- Nucleo servizi
- Centro Istruzione Paracadutismo
- Compagnia Piloti (principalmente ex-allievi dell'Accademia Aeronautica)
- Compagnia Alianti d'Assalto
- Compagnia Paracadutisti Anziani (istruttori e personale già brevettato)
- Battaglione Arditi Paracadutisti Aeronautica Repubblicana, poi Battaglione Allievi Paracadutisti, su:
  - Comando e Compagnia comando
  - 9ª Compagnia paracadutisti
  - 10ª Compagnia paracadutisti
  - 11ª Compagnia paracadutisti
  - 12ª Compagnia paracadutisti

Il 15 gennaio 1944 il Battaglione allievi venne ribattezzato "Battaglione Azzurro".
Nel frattempo si era già formata un'altra unità di paracadutisti, basandosi su elementi paracadutisti già del Regio Esercito e della Regia Aeronautica che avevano aderito alla Repubblica Sociale. Il Raggruppamento Volontari Paracadutisti Italiani venne formato a Roma nell'ottobre 1943 da elementi del Battaglione ADRA (Arditi distruttori della Regia Aeronautica) e del X Reggimento Arditi, da elementi del XVII, XVIII e XX Battaglione Paracadutisti della 183ª Divisione paracadutisti "Ciclone" e da un reparto di complementi della 184ª Divisione paracadutisti "Nembo" proveniente dalla Scuola Paracadutisti di Viterbo.
Successivamente basato a Spoleto e rinominato Reggimento Paracadutisti "Nembo", incorporò dal febbraio 1944 numerosi nuovi volontari paracadutisti che furono addestrati dai tedeschi presso la Fallschirmschule 4 (4ª scuola paracadutisti) di Friburgo in Brisgovia.
Era organizzato come segue:
- Comando e Compagnia comando
- III Battaglione paracadutisti "Nembo"
- XII Battaglione paracadutisti "Nembo"
- XX Battaglione paracadutisti "Ciclone"

Un suo distaccamento denominato Battaglione Autonomo Paracadutisti "Nembo" fu impegnato in combattimento nella zona di Anzio a partire da fine gennaio 1944, subendo gravissime perdite (oltre il 70% degli effettivi) e venendo di conseguenza contratto nella Compagnia Autonoma Paracadutisti "Nettunia-Nembo".

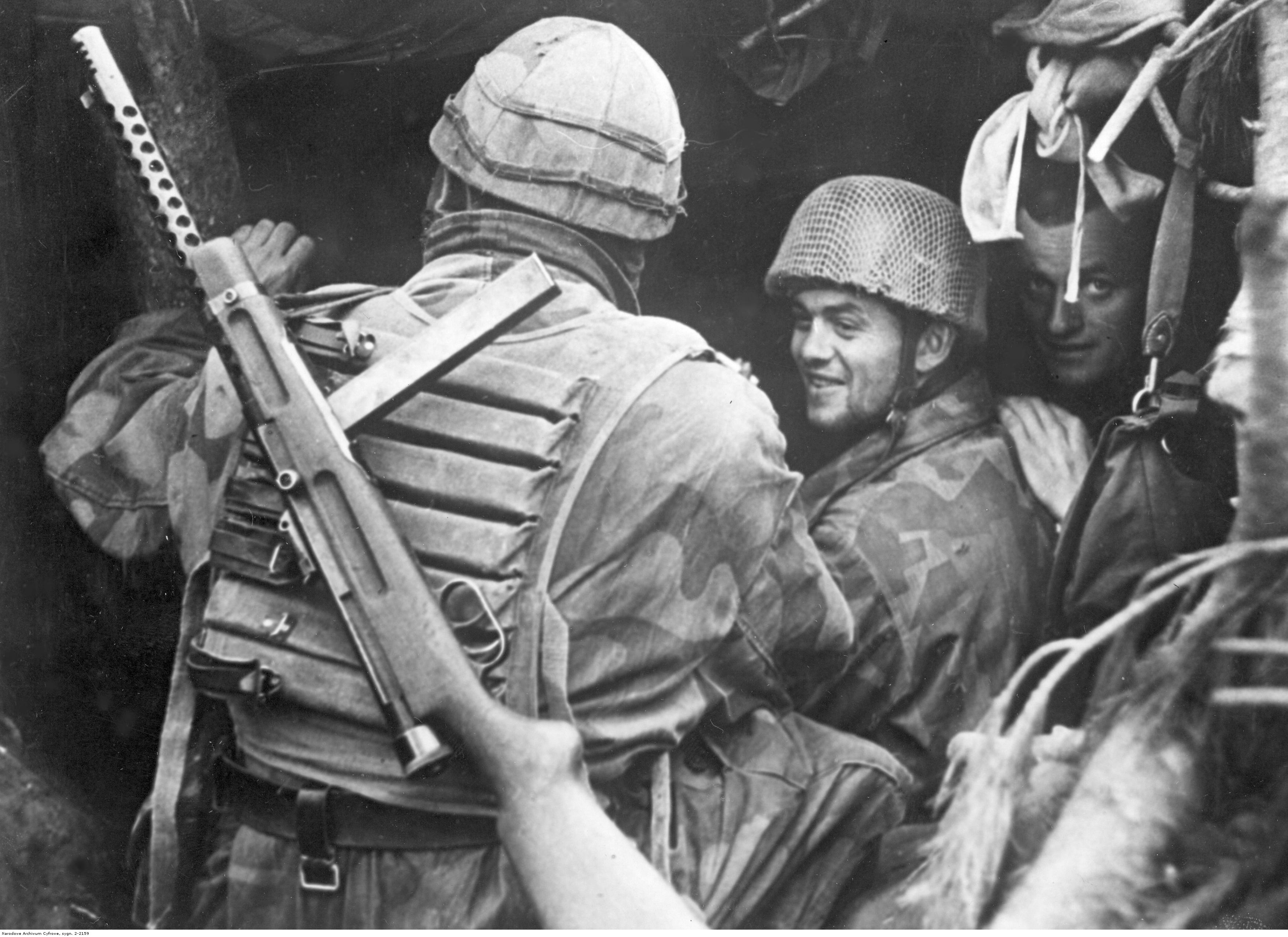
Paracadutisti della "Folgore" (con il MAB) con parà tedeschi sul fronte di Anzio

Il 22 aprile 1944 il Battaglione Azzurro ed il Reggimento Paracadutisti "Nembo" vennero combinati per formare il Reggimento Paracadutisti "Folgore", così strutturato:
- Comando e Compagnia comando
- Reparto di guardia
- Reparto collegamenti
- Reparto sanità
- Compagnia trasporti
- I Battaglione paracadutisti "Nembo" (ex XII Bn. "Nembo"), su:
  - Comando e Compagnia comando
  - Plotone collegamenti
  - Plotone pionieri
  - 1ª Compagnia paracadutisti
  - 2ª Compagnia paracadutisti
  - 3ª Compagnia paracadutisti
  - 4ª Compagnia paracadutisti
- II Battaglione paracadutisti "Folgore" (ex III Bn. "Nembo" e XX Bn. "Ciclone"), su:
  - Comando e Compagnia comando
  - Plotone collegamenti
  - Plotone pionieri
  - 5ª Compagnia paracadutisti
  - 6ª Compagnia paracadutisti
  - 7ª Compagnia paracadutisti
  - 8ª Compagnia paracadutisti
- III Battaglione paracadutisti "Azzurro", su:
  - Comando e Compagnia comando
  - Plotone collegamenti
  - Plotone pionieri
  - 9ª Compagnia paracadutisti
  - 10ª Compagnia paracadutisti
  - 11ª Compagnia paracadutisti
  - 12ª Compagnia paracadutisti

A giugno 1944 il Reggimento su trasferito al fronte nella zona di Roma con il 2º Battaglione (ora rinominato "Nembo"), tre compagnie del 1º Battaglione (ora rinominato "Folgore") e tre compagnie del 3º Battaglione "Azzurro", distinguendosi nei combattimenti di Cisterna, Aprilia, Pomezia, Acilia, Fosso dell'Acqua Bona e Castel di Decima. Il reggimento rientrò nella zona di Varese a fine luglio 1944.
A partire dall'agosto seguente il Reggimento Paracadutisti "Folgore" passò sotto il comando del Raggruppamento APAR, divenendo il 1º Reggimento Arditi Paracadutisti "Folgore", nel quadro di un'ulteriore espansione della componente paracadutisti dell'Aeronautica Repubblicana. Il programma di espansione del Raggruppamento APAR prevedeva:
- Comando e Compagnia Comando
- Deposito Reparti Paracadutisti
- 1º Reggimento Arditi Paracadutisti "Folgore" (ex Reggimento paracadutisti "Folgore")
- 2º Reggimento Arditi Paracadutisti "Nembo" (di nuova costituzione), su:
  - Comando e Compagnia comando
  - Battaglione paracadutisti "Ciclone"
  - Battaglione paracadutisti "Fulmine"
  - Battaglione guastatori-aliantisti aviotrasportati "Aquila"
  - Battaglione guastatori-aliantisti aviotrasportati "Turbine"
- Gruppo artiglieria contraerei-controcarri "Uragano" (di nuova costituzione), su:
  - Batteria controcarri leggera da 47/32 Mod. 1935
  - Batteria controcarri media su Breda 37/54
  - Batteria contraerei e controcarri leggera da 20/65

In realtà tra le unità di nuova costituzione furono formati i soli Battaglioni paracadutisti "Ciclone" e "Fulmine" ed il Gruppo artiglieria "Uragano", che tuttavia alla fine della guerra si trovavano ancora in fase di addestramento. Il 1º Reggimento (a partire dal settembre 1944) fu nel frattempo schierato sul Fronte Alpino Occidentale alle dipendenze dell'Armata Liguria tedesca, inizialmente nella zona del Monginevro e poi del Moncenisio e Piccolo San Bernando.

### L'Artiglieria Contraerea
L'Aeronautica Repubblicana comprese anche reparti di artiglieria contraerea che continuarono a difendere il territorio italiano dagli attacchi delle aeronautiche degli Alleati.
La Batteria "Monte" della MACA - Milizia Artiglieria Contraerei di La Spezia, comandata dal maggiore Alfonso Amerio, l'8 settembre 1943 non si scolse, anzi, il successivo 9 settembre 1943 si costituì in 1º Gruppo Artiglieria Contraerea (Ar.Co.) acquisendo le Batterie MACA di Carnavino (SP), Monte Viseggi (SP), Isola della Palmària (SP) e Montepertico (SP). Il 20 aprile 1945 Alfonso Amerio fu promosso tenente colonnello per meriti di guerra.
L'Artiglieria Contraerea (Ar.Co.) arrivò a inquadrare circa 72.000 uomini e si organizzò sui seguenti reparti:
- comando (1 Comando Generale);
- operativi (6 Gruppi);
- d'istruzione (1 Scuola);
- di riserva (4 Depositi);
- di reclutamento (4 Centri).

Di seguito i predetti reparti:
- Comando Generale Ar.Co., fu costituito a Casalecchio di Reno (BO) il 1º gennaio 1944, comandato da Pietro Fiaschi che organizzò tutti i militi della vecchia regia MACA - Milizia Artiglieria Contraerei che si ripresentarono alle armi e le nuove leve. Nel marzo 1944 fu trasferito tra San Michele Extra (VR) e San Martino Buon Albergo (VR), in località Corte la Pellegrina (VR), sul sedime dell'attuale opificio AIA - Agricola Italiana Alimentare S.p.A.;
- 1º Gruppo Ar.Co. "Amerio", composto da 8 Batterie, fu costituito a La Spezia il 9 settembre 1943, il 20 settembre 1943 fu il "Primo reparto repubblicano intervenuto nel fuoco", frase che fregiò il proprio gagliardetto, il 13 aprile 1944 fu trasferito alla predetta Corte la Pellegrina (VR) con solo 7 Batterie, ognuna composta da 4 a 6 cannoni 90/53 Mod. 1939, alcuni erano quelli delle fortifcazioni costiere trasferiti da La Spezia; poi, sabotati i pezzi, si ritirò in Val d'Adige (BZ) ove si sciolse il 28 aprile 1945[35][36];
- 2º Gruppo Ar.Co. "Frattini", composto da 5 Batterie, fu costituito a Verona nel novembre 1943, aprì il fuoco fino al 24 aprile 1945, poi, sabotati i pezzi, si ritirò a Bolzano ove si sciolse il 29 aprile 1945;
- 3º Gruppo Ar.Co. "Gambassini", composto da 5 Batterie, fu costituito a Mestre (VE) nel dicembre 1943 e qui si sciolse il 2 maggio 1945;
- 4º Gruppo Ar.Co. "Cavalli", composto da 5 Batterie, fu costituito a Vicenza nel dicembre 1943 e qui si sciolse il 28 aprile 1945;
- 5º Gruppo Ar.Co. "Lattanzi", composto da 5 Batterie, fu costituito a Verona nel dicembre 1943 e qui si sciolse il 28 aprile 1945;
- 6º Gruppo Ar.Co., composto da 5 Batterie, fu costituito a Vicenza nel gennaio 1944 e qui si sciolse il 28 aprile 1945.
- Scuola Ar.Co., per la selezione e l'addestramento degli ufficiali, fu costituita a Marostica (VI) nel gennaio 1944 e qui si sciolse il 28 aprile 1945;
- 1º Deposito Ar.Co., composto da 7 Batterie per l'addestramento, fu costituito a Monza (MB) nel dicembre 1943, si sciolse a Vicenza il 28 aprile 1945;
- 2º Deposito Ar.Co., composto da 4 Batterie, fu costituito a Padova nel dicembre 1943, si sciolse a Vicenza il 28 aprile 1945;
- 3º Deposito Ar.Co., composto da 4 Batterie, fu costituito a Bassano del Grappa (VI) nel gennaio 1944 e qui si sciolse il 28 aprile 1945;
- 4º Deposito Ar.Co., composto da 7 Batterie, fu costituito a Mestre (VE) nel dicembre 1943 e qui si sciolse nel gennaio 1945, i suoi uomini e materiali passarono al 2º Deposito Ar.Co. ed al 3º Deposito Ar.Co.;
- Centro di Affluenza Ar.Co. di Milano;
- Centro di Affluenza Ar.Co. di Monza (MB);
- Centro di Affluenza Ar.Co. di Genova;
- Centro di Affluenza Ar.Co. di Bolzano.

Altri 50.000 avieri, che non furono inquadrati nell'Ar.Co., furono incorporati nelle Batterie Miste italo-tedesche della FlaK, anche se vestirono uniformi ed ebbero sottufficiali ed ufficiali italiani.

## Velivoli in dotazione
Caccia
Comprendeva tre gruppi caccia: 1º Gruppo caccia "Asso di bastoni" (comprendente le Squadriglie "Asso di bastoni", "Vespa incacchiata" e "Arciere"), 2º Gruppo caccia "Gigi Tre Osei" (comprendente le Squadriglie "Gigi Tre Osei", "Diavoli Rossi" e "Gamba di Ferro") e 3º Gruppo caccia "Francesco Baracca" (quest'ultimo non operativo).
- Fiat G.55 Centauro
- Macchi MC.205 Veltro
- Messerschmitt Bf 109G-6, G-10, G-12, G-14, K-4
- Messerschmitt Bf 110

Bombardieri/Aerosiluranti
- CRDA Cant Z.1007bis Alcione
- Savoia-Marchetti S.M.79-III Sparviero

Trasporto
- Fiat G.12
- Fiat G.18
- Fiat B.R.20
- Savoia-Marchetti S.M.79 "Sparviero"
- Savoia-Marchetti S.M.81 "Pipistrello"
- Savoia-Marchetti S.M.82 "Canguro"
- Savoia-Marchetti S.M.84
- Cant Z 501
- Cant Z 506

Esplorazione
- Caproni Ca.309 "Ghibli"
- Fieseler Fi 156 Storch
- Saiman 202

Addestramento
- AVIA FL.3
- Fiat C.R.32
- Fiat C.R.42 "Falco"
- Fiat G.50 "Freccia"
- IMAM Ro.57
- Macchi M.C.200 "Saetta"
- Macchi M.C.202 "Folgore"
- Reggiane Re.2001 "Falco I"
- Reggiane Re.2005 "Sagittario"
- SAI Ambrosini 207

## Assi dell'aviazione

Mario Bellagambi

I principali Assi dell'aviazione:
- Mario Bellagambi
- Alberto Beneforti
- Giovanni Bonet
- Carlo Cavagliano
- Mario Cavatore
- Ugo Drago
- Carlo Faggioni
- Fausto Filippi
- Fausto Fornaci
- Luigi Gorrini
- Carlo Magnaghi
- Emilio Marchi
- Marino Marini
- Giuseppe Robetto
- Ennio "Banana" Tarantola
- Raffaele Valenzano
- Adriano Visconti
- Antonino Weiss
- Irnerio Bertuzzi
- Giuseppe Desideri
- Giovanni Battista Boscutti
- Tullio Covre
- Fernando Malvezzi

## Comandanti
- Ernesto Botto: 24 settembre 1943 - 9 marzo 1944
- Arrigo Tessari: 9 marzo 1944 - 26 luglio 1944
- Manlio Molfese: 26 luglio 1944 - 27 novembre 1944
- Giuseppe Baylon:
- Ruggero Bonomi: 27 novembre 1944 - 25 aprile 1945
- Carlo Miani